# (121103) Ericneilsen
(121103) Ericneilsen est un astéroïde de la ceinture principale.

## Description
(121103) Ericneilsen est un astéroïde de la ceinture principale. Il fut découvert le 20 mars 1999 à l'observatoire d'Apache Point par le programme Sloan Digital Sky Survey. Il présente une orbite caractérisée par un demi-grand axe de 2,79 UA, une excentricité de 0,18 et une inclinaison de 18,3° par rapport à l'écliptique.

## Compléments